# Elaeocarpus jugahanus
Elaeocarpus jugahanus är en tvåhjärtbladig växtart som beskrevs av M. J. E. Coode. Elaeocarpus jugahanus ingår i släktet Elaeocarpus och familjen Elaeocarpaceae. Inga underarter finns listade i Catalogue of Life.